# ОАЭ на летних Олимпийских играх 1984
Объединённые Арабские Эмираты принимали участие в Летних Олимпийских играх 1984 года в Лос-Анджелесе (США) в первый раз за свою историю, но не завоевали ни одной медали.
В олимпийскую сборную было включено 7 спортсменов (все из них — мужчины), которые участвовали в соревнованиях по бегу, бегу с препятствиями, прыжкам в длину.
Участники сборной:
- Мохамед Сами Абдулла (محمد عبدالله) (год рождения 1964) участвовал в забеге на 100 метров
- Рашид Исмаил Аль-Джерби (راشد اسماعيل الجربي) (год рождения 1961) участвовал в забеге на 400 метров и в эстафете 4х100 метров.
- Мохамед Хиляль Али (محمد هلال علي) участвовал в беге с препятствиями на 400 метров
- Мубарак Исмаил Амбер (مبارك اسماعيل عمبر) участвовал в эстафете 4х100 метров
- Ибрагим Азиз (ابراهيم عزيز) (год рождения 1959) участвовал в забегах на 800 и 1500 метров и в эстафете 4х100 метров
- Ибрагим Хамис (خميس ابراهيم خميس) (год рождения 1960) участвовал в беге с препятствиями на 400 метров и в эстафете 4х100 метров
- Шахд Саид Мубарак (شهد سعيد مبارك) (год рождения 1960) участвовал в прыжках в длину, не вышел в финал и занял 23 место в общем зачёте.